# Hermannsdorf (Aiterhofen)
Hermannsdorf ist ein Ortsteil der Gemeinde Aiterhofen im Landkreis Straubing-Bogen in Niederbayern.
Das Dorf liegt in Form eines Straßendorfes an der Kreisstraße SR 12 sieben Kilometer nordöstlich vom Hauptort Aiterhofen direkt am Südufer der Donau auf der Gemarkung Amselfing.

## Baudenkmäler
Die Liste der Baudenkmäler enthält in Hermannsdorf die so genannte Buchnerkapelle und ein Wohnhaus.